# Taulasalo
Taulasalo är en ö i Finland. Den ligger i sjön Näsijärvi och i kommunen Tammerfors i den ekonomiska regionen Tammerfors och landskapet Birkaland, i den södra delen av landet, 180 km norr om huvudstaden Helsingfors. Öns area är 24,7 hektar och dess största längd är 1,1 kilometer i sydöst-nordvästlig riktning.